# Franska Algeriet
Franska Algeriet (franska: Algérie française) varade från 1830 till 1962, under en rad av statliga system. Från 1848 till självständigheten administrerades hela Algeriets som en integrerad del av Frankrike. 
Det stora torra inlandet i Algeriet, liksom resten av franska Nordafrika, betraktades aldrig som en del av Frankrike. Algeriet var ett av Frankrikes äldsta utomeuropeiska territorier och blev en destination för hundratusentals europeiska emigranter, som kallades colons och senare som pied-noirs. Inhemska muslimer förblev dock en majoritet av områdets befolkning under hela sin historia.
Ett successivt missnöje uppkom bland den muslimska befolkningen genom sin brist på politisk och ekonomisk status och man efterlyste en större politisk självständighet och man blev till slut självständigt från Frankrike. Spänningar mellan de två befolkningsgrupperna kulminerade 1954 när de första våldsamma händelserna av det som senare kallades Algerietrevolten började. Kriget avslutades 1962, då Algeriet efter Evianavtalet i mars samma år blev oberoende.

## Bakgrund
Bejerna av Tunis och dejerna av Alger hade ända till 1800-talets början, liksom härskarna i Marocko, ivrigt bedrivit sjöröveri. Detta ansågs, då det riktades mot de kristna, också som ett förtjänstfullt religionskrig. De kristna staterna hade aldrig kunnat samla sig till ett gemensamt motstånd mot dem utan föredrog att var och en för sig genom tributbetalningar köpa sig trygghet för sin skeppsfart. Frankrike hade mot slutet av 1700-talet till och med trätt i vänskapligt förhållande till dejen i Alger.
Då Napoleon rustade för sin expedition till Egypten understöddes han av dejen med sädesleveranser. Man kunde dock inte enas om betalningen för leveranserna. Två judar, Busnah och Bekri, hade förmedlat affären och efter långa processer hade de den 28 oktober 1819 tilldömts en summa av 7 miljoner francs. Deras fordringsägare i Frankrike lade dock beslag på denna summa, medan dejen krävde att den omedelbart skulle betalas ut till hans skyddslingar. Han lät därför hejda franska skepp på havet och skapade en mängd svårigheter för franska handelshus i landet. Han var särskild förbittrad på konsuln Pierre Deval, som han såg som den egentlige upphovsmannen till dröjsmålen. Bayramfestens dag, den 30 april 1820, gick han så långt att han vid den diplomatiska kårens mottagning slog till Deval med en käpp och skickade ut honom. Då han vägrade att ge upprättelse för förolämpningen lät Frankrike under två års tid blockera Algers kuster.
I juli 1829 inträffade en ny oväntad händelse. Befälhavaren på skeppet "La Provence" hade förgäves förhandlat i Alger, och när han lämnade hamnen blev han beskjuten från ett av fästena. Denna nya förolämpning kunde Frankrike inte lämna ostraffad. Den 25 maj 1830 bröt krigsministern de Bourmont själv upp från Marseille med 600 segelfartyg och 7 små ångare, som överförde 35 000 man till Afrika. Den 14 juni landsteg man i Alger, och fyra veckor senare tvingades dejen kapitulera. Bourmont lät därpå direkt från sjösidan besätta Oran och Bone och framträngde i det inre ända till Blida. Under tiden hade julirevolutionen utbrutit, och han ersattes av general Bertrand Clauzel, som landsteg i Alger den 2 september och genast gjorde upp planen att kolonisera landet.

## Administrativa förhållanden (1904)
Sedan 1870 var Algeriet inte att betrakta såsom en egentlig koloni. Genom ett dekret från Tours anordnade nämligen Nationella försvarsregeringen då en ny civilförfattning. Algeriets provinser blev upptagna i de franska departementens antal och fick ungefär samma organisation som de franska samt rätt att sända deputerade till nationalförsamlingen. I spetsen för regeringen stod sedan 1871 en generalguvernör, som i sin person förenar den civila och militära makten och med avseende på den politiska förvaltningen sorterade under franska inrikesministeriet, i övriga angelägenheter under vederbörande ministerium. Han biträddes av ett av de högsta ämbetsmännen sammansatt regeringsråd (conseil de gouvernement), som endast är rådgivande. Ett överråd (conseil supérieur), bestående av regeringsrådets medlemmar, de tre divisionsgeneralerna, de tre prefekterna samt 6 medlemmar, valda av och bland vart och ett av departementets generalråd (landsting), sammanträdde en gång om året för att diskutera och votera om budgeten. Varje departement sände en senator och två deputerade till franska nationalförsamlingen, som ensam lagstiftade för Algeiet.
De tre departementen
Alger, Oran och Constantine, med var
sin prefekt och ett av kolonister och infödingar
sammansatt generalråd (conseil général), bestod
vart och ett av ett civilområde, indelat i
arrondissement, och ett militärområde, indelat
i divisioner och subdivisioner. Civilterritoriet
ökades genom fortskridande kolonisering på bekostnad
av militärterritoriet. En egendomlig myndighet
var arab-byråerna, som var föreningslänken mellan
regeringen och de inföddas stammarna.
Algeriet utgjorde ett
särskilt undervisningsdistrikt (académie). Varje
kommun hade åtminstone en folkskola. Katolikerna
hade en ärkebiskop (i Alger) och två biskopar (i
Constantine och Oran), protestanterna ett konsistorium
(i Alger). Domstolsväsendet var ordnat i likhet
med Frankrikes.